# Державний кордон Маврикію

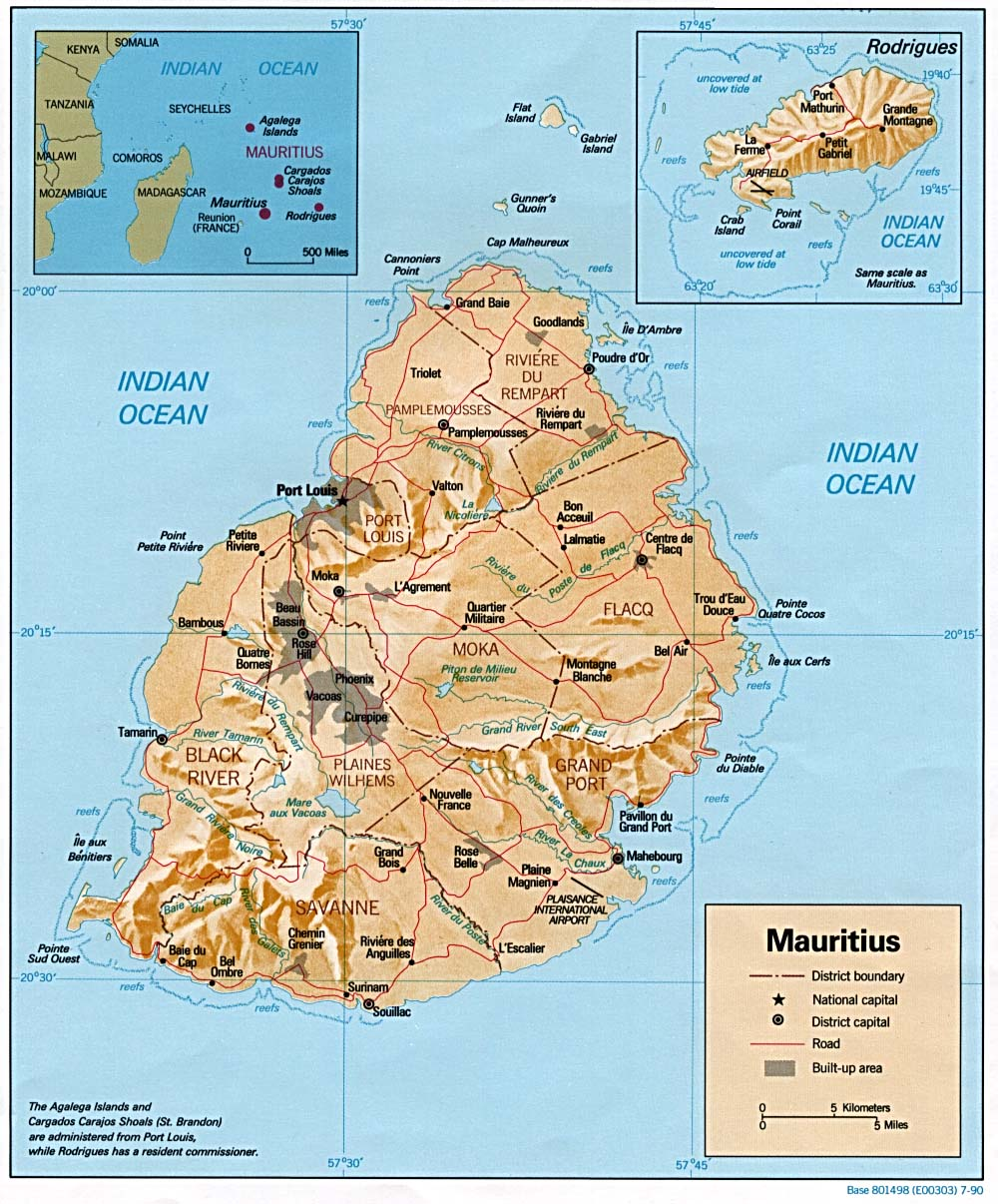
Карта Маврикію

Державний кордон Маврикію — державний кордон, лінія на поверхні Землі та вертикальна поверхня, що проходить по цій лінії, що визначають межі державного суверенітету Маврикію над власними територією, водами, природними ресурсами в них і повітряним простором над ними. Маврикій острівна країна, що не має сухопутного державного кордону. Уся територія країни суцільна, тобто анклавів чи ексклавів не існує.

## Морські кордони
Територія Маврикію з усіх сторін омивається водами Індійського океану. Загальна довжина морського узбережжя 177 км. Згідно з Конвенцією Організації Об'єднаних Націй з морського права (UNCLOS) 1982 року, протяжність територіальних вод країни встановлено в 12 морських миль (22,2 км) від прямих ліній визначених архіпелажних вод. Виключна економічна зона встановлена на відстань 200 морських миль (370,4 км) від узбережжя. Континентальний шельф — 200 морських миль (370,4 км) від узбережжя, або до континентальної брівки (стаття 76).